# Hội nghị các quân chủ Malaysia

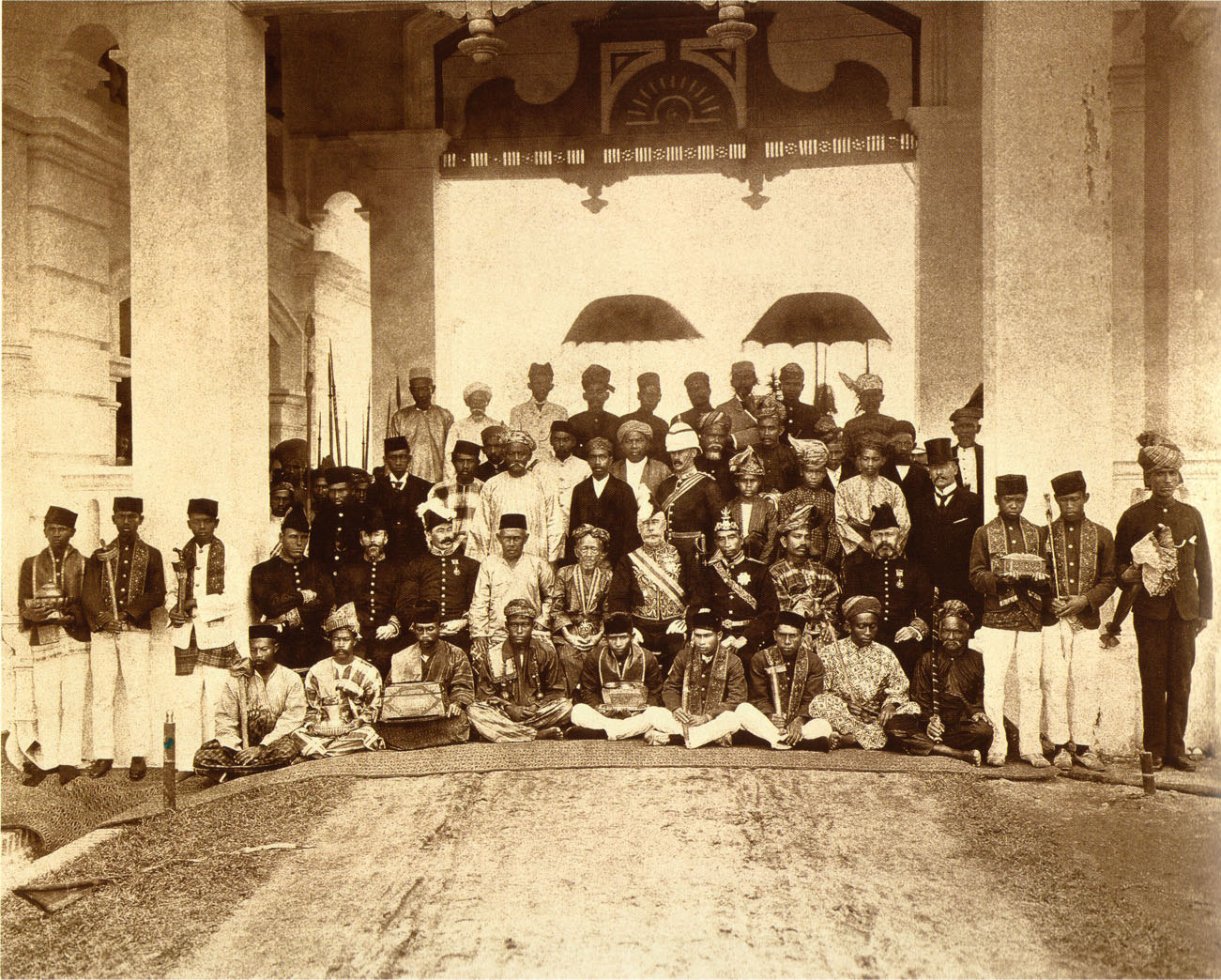
Hội nghị các quân chủ Malaysia lần đầu tiên được tổ chức tại Kuala Kangsar, Perak

Hội nghị các quân chủ Malaysia (Tiếng Anh: Conference of Rulers, Council of Rulers or Durbar; tiếng Mã Lai: Majlis Raja-Raja) là một hội đồng gồm chín vị vua hồi giáo cai trị các bang Malaysia quân chủ, và các thống đốc hoặc Yang di-Pertua Negeri của bốn tiểu bang khác. Nó được chính thức thành lập theo Điều 38 của Hiến pháp Malaysia. Theo Thư viện quốc gia Malaysia, đây là thể chế duy nhất theo hình thức này được thiết lập trên thế giới.Trách nhiệm của Hội nghị các quân chủ Malaysia là bầu ra Yang di-Pertuan Agong - Vua toàn cõi Malaysia và Phó vương Malaysia. Hội đồng này còn đóng một vai trò quan trọng trong việc sửa đổi Hiến pháp Malaysia và một số chính sách khác.